# Ятова граница
Ятовата граница е една от най-важните изоглоси в българския език, въз основа на която българските диалекти се разделят на два вида: западни български говори и източни български говори. В западните диалекти на мястото на старобългарската гласна ят (Ѣ) днес винаги има звук е (например [бел], [бѐли]), а в източните говори при определени условия (в някои диалекти дори винаги) ятът е наследен от гласната а, предхождан от мека съгласна (напр. [б'ал], [бѐли]; или [б'ал], [б'али]).
Никоя друга от главните фонетични изоглоси не разделя българските диалекти по толкова прегледен начин. Успоредно на ятовата граница, обикновено от западната ѝ страна, вървят и много други изоглоси. Този сноп от изоглоси е също част от границата между западните и източните говори. Ето някои двойки думи, очертаващи изоглоси, близки до ятовата граница (първата дума е на запад от ятовата граница, а втората — на изток):
поляни — полени;
пияни — пиени;
ние береме — ние берем;
я, яз — аз;
он — той;
жежок — горещ;
крап — къс;
разбой — стан.
На север ятовата граница започва от устието на река Вит, минава през Никополско, на изток от Плевен и Луковит и на запад от Ловеч, Пирдоп и Панагюрище. След това тя преминава през Ихтиманско, Пазарджишко, Разложко, Гоцеделчевско, Петричко и Солунско.